# Аманда Беренґер
Аманда Беренґер (1921 — 13 липня 2010) — уругвайська поетеса. Учасниця Ґенерації '45, уругвайського інтелектуального та літературного руху.

## Життєпис
Народилася в Монтевідео. Збірка поезій «Quehaceres e Invenciones» (1963) приніс Беренґер раптову славу та похвалу, підсилюючи її пошук нових поетичних форм, щоб виразити своє унікальне бачення мистецтва та світу.
У 1986 вона отримала премію «Reencuentro de Poesía» від Університету Республіки, (Уругвай) за свою роботу «Los signos sobre la mesa». Ante mis hermanos supliciados.La dama de Elche" (1987) отримав першу премію в категорії поезії від уругвайського Міністерства освіти і культури. Друге видання «La dama de Elche», опубліковане в 1990, отримало премію імені Бартоломе Ідальго, засновану Уругвайською книжковою палатою.
Аманда Беренґер вийшла заміж за письменника Хосе Педро Діаса в 1944.
У 2006 вона стала почесним членом Уругвайської національної академії літератури.
Померла у 2010. Похована в Сементаріо-дель-Бусео, Монтевідео.

## Твори

### Поезія
- A través de los tiempos que llevan a la gran calma (Montevideo, 1940)
- Canto hermético (Montevideo, Sagitario, 1941)
- Elegía por la muerte de Paul Valéry (Montevideo, La Galatea, 1945)
- El río (Montevideo, La Galatea, 1952)
- La invitación (Montevideo, La Galatea, 1957)
- Contracanto (Montevideo, La Galatea, 1961)
- Quehaceres e invenciones (Montevideo, Arca, 1963)
- Declaración conjunta (Montevideo, Arca, 1964)
- Materia prima (Montevideo, Arca, 1966)
- Dicciones (editado como fonograma. Montevideo, Ayui / Tacuabé, 1973)
- Composición de lugar (Montevideo, Arca, 1976)
- Poesía (1949—1979) (Montevideo, Calicanto, 1980)
- Identidad de ciertas frutas (Montevideo, Arca, 1983)
- La dama de Elche (Madrid, Edhasa. Banco Exterior de España, 1987)
- Los Signos sobre la mesa (Montevideo, Universidad de la República, 1987)
- La botella verde (Analysis situs) (Montevideo, Cal y Canto, 1995)
- El pescador de caña (Caracas, Fondo Editorial Pequeña Venecia, 1995)
- La estranguladora (incluye casete. Montevideo, Cal y Canto, 1998)
- Poner la mesa del 3. Milenio (2002)
- Constelación del navío (reúne la mayor parte de su poesía, publicada e inédita hasta el año 2002. 2002)
- Las mil y una preguntas y propicios contextos (Montevideo, Linardi y Risso, 2005)
- Casas donde viven criaturas del lenguaje y el diccionario (Montevideo, Artefato, 2005)

### Проза
- El monstruo incesante. Expedición de caza (1990, autobiography)